# St. Margareta (Ormont)

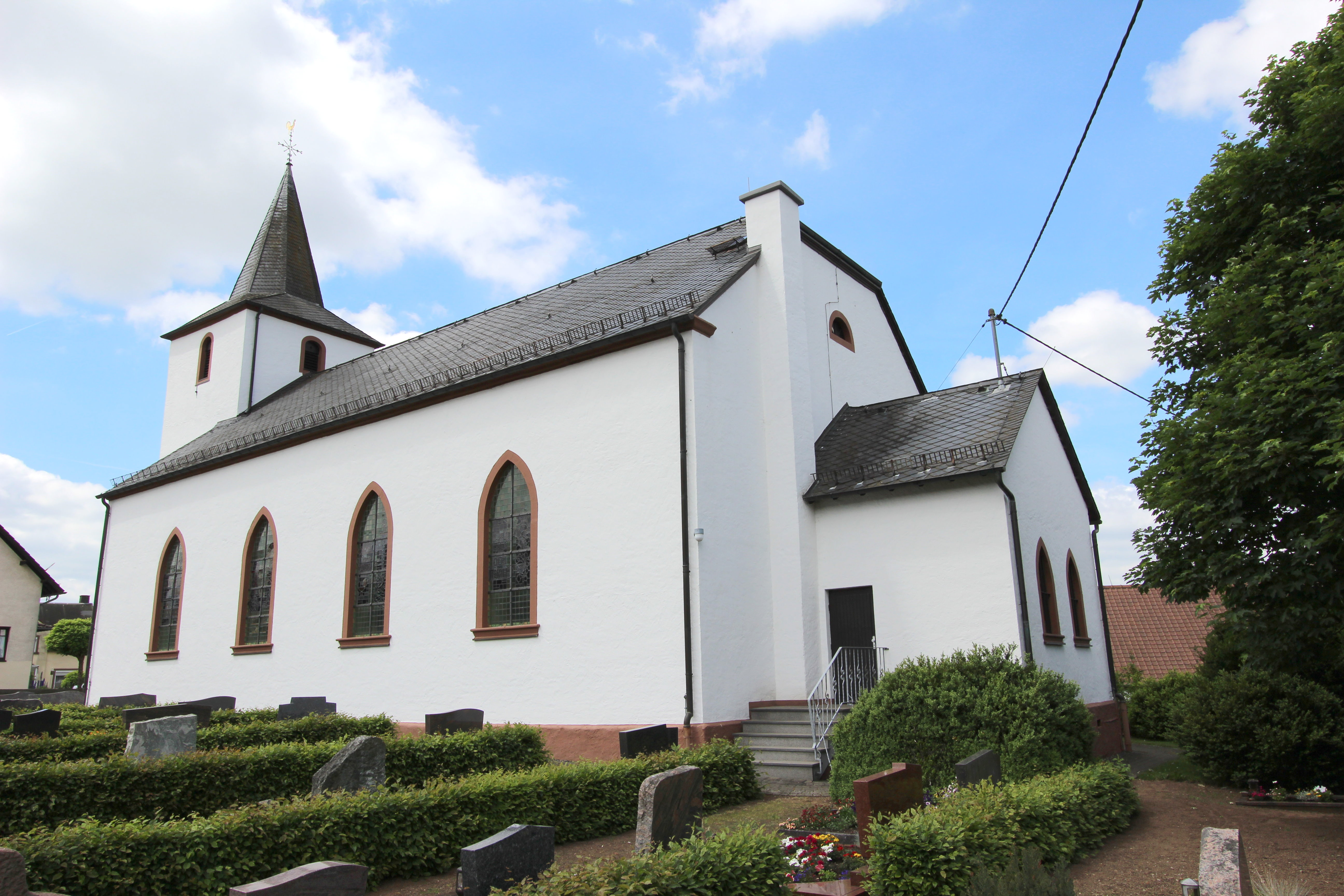
Sankt Margareta

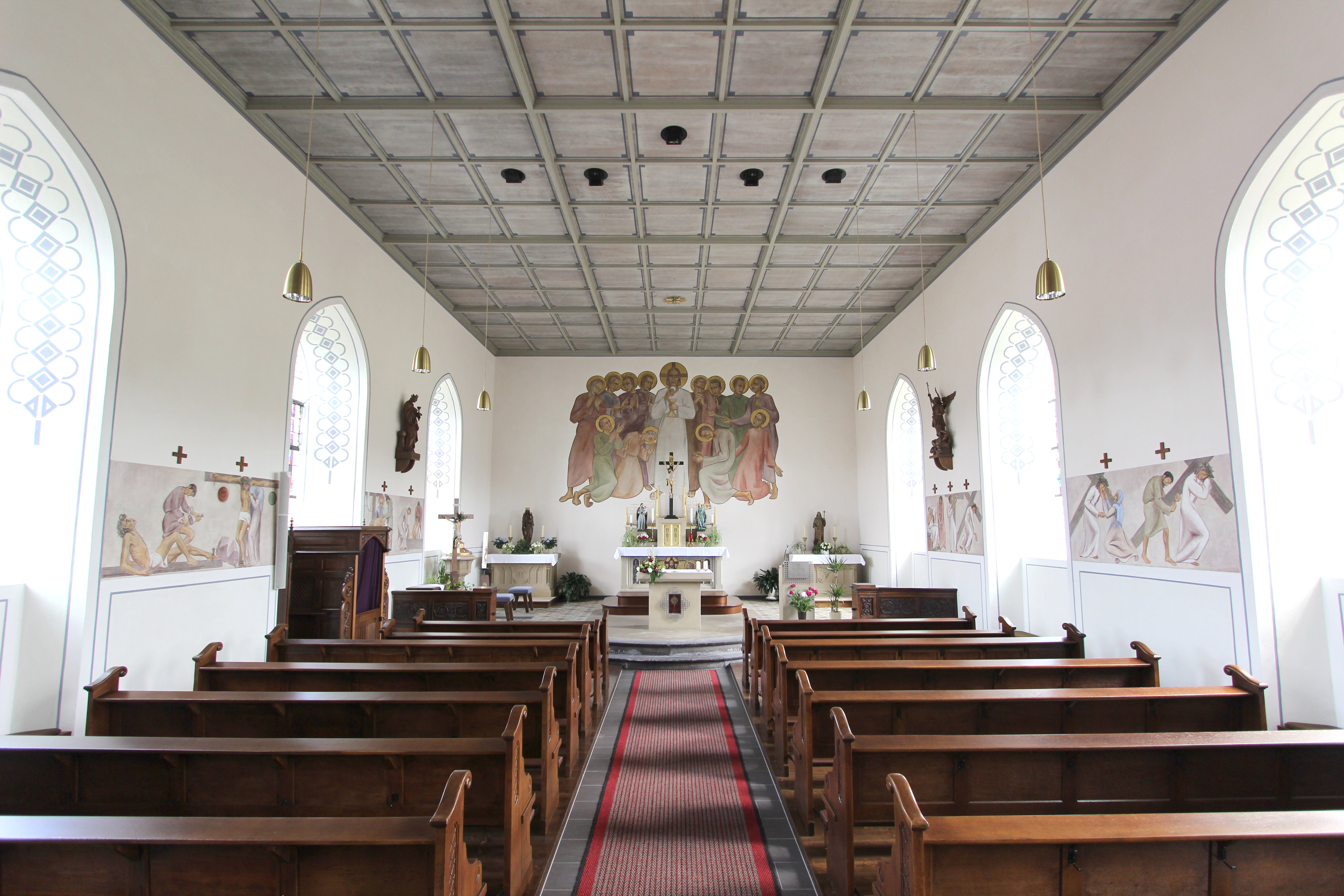
Innenaufnahme 2017

Die Kirche St. Margareta ist die römisch-katholische Pfarrkirche der Ortsgemeinde Ormont im Landkreis Vulkaneifel (Rheinland-Pfalz).

## Geschichte
Eine Kapelle in Ormont wurde das erste Mal im Jahr 1570 urkundlich erwähnt, aber bereits vor 1500 war Ormont eine Filialgemeinde der Pfarre Olzheim. Von dieser Kapelle ist weiter nichts bekannt.
Um 1570 wurde Ormont protestantisch. Seitdem ist Ormont keine Filiale mehr von der Olzheimer Pfarre St. Brictius. Bereits ab 1593 wurde der Ort wieder katholisch. Bis zum Jahr 1803 blieb Ormont eigenständige Pfarrgemeinde und bis 1836 war der Ort eine Filiale der Hallschlager Pfarre St. Nikolaus. Seit 1836 ist Ormont nun wieder eigenständige Pfarrei.
Um das Jahr 1775 wurde eine neue Kirche im Baustil des Barock errichtet. Da die Bausubstanz jedoch bereits in der ersten Hälfte des 19. Jahrhunderts sehr desolat war, zog man einen völligen Kirchenneubau in Erwägung. Am 8. Juni 1850 wurde schließlich der Grundstein für eine neue Kirche gelegt, nachdem die alte niedergelegt worden war. Die Bauzeit bis zur kompletten Fertigstellung betrug nur fünf Monate. Diese heute noch bestehende Kirche wurde in einer sehr einfachen Ausführung als einschiffige vierjochige Saalkirche im Baustil der Neugotik errichtet.

## Ausstattung

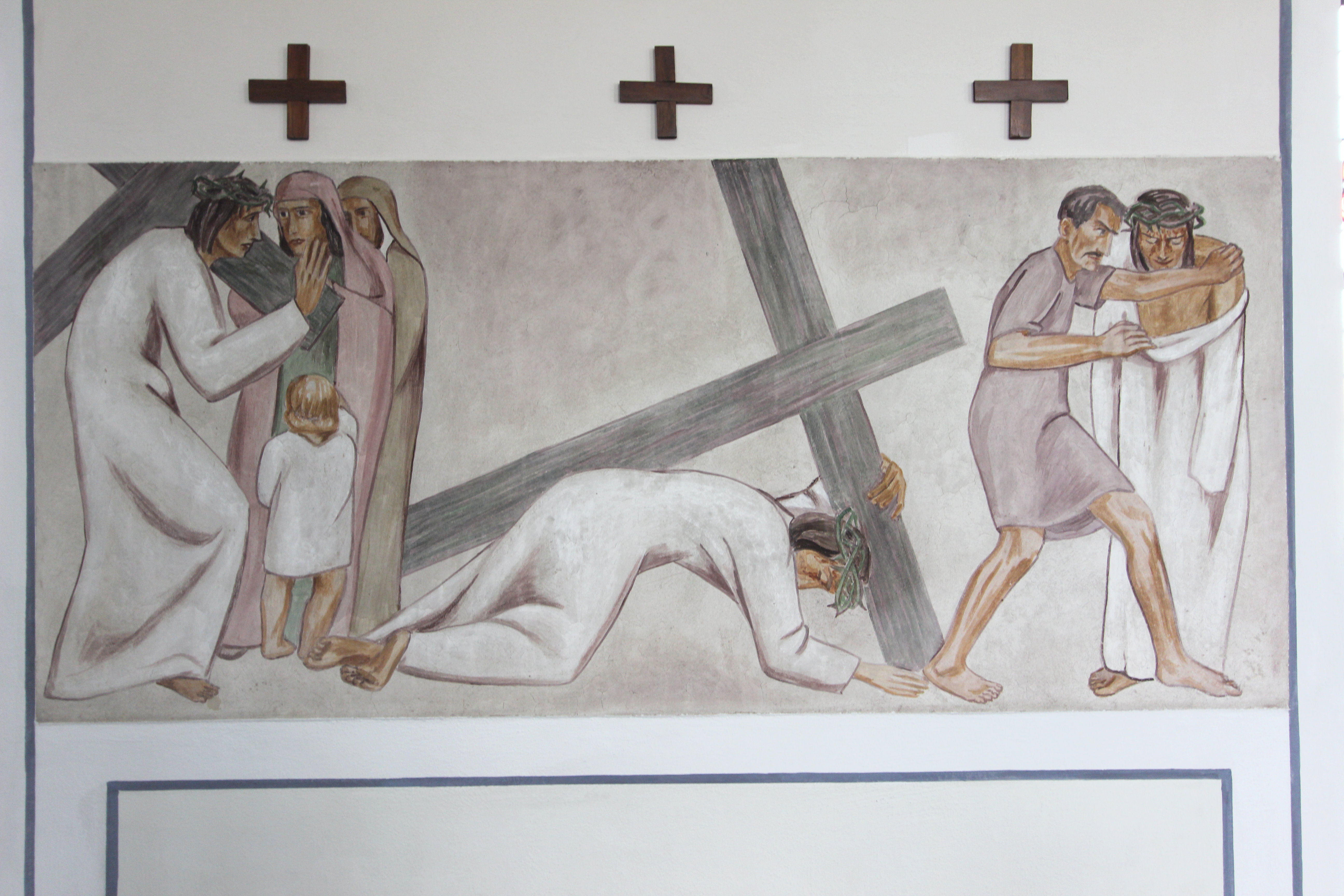
Fresco

Im Innenraum des Gotteshauses befinden sich ein neugotischer Hochaltar mit zwei dazugehörigen Nebenaltären aus der Erbauungszeit der Kirche, ein Volksaltar aus dem Jahr 1995, sowie jeweils zwei Figuren aus den 1920er und 1990er Jahren und ein neugotisches Taufbecken aus dem Jahr 1885. Des Weiteren ist an die Seitenwände ein Kreuzweg in so genannter Fresco-Technik aufgemalt.